# سیارک ۱۱۷۸۲
سیارک ۱۱۷۸۲ (به انگلیسی: 11782 Nikolajivanov، نامگذاری:1969TT1) یازده هزار و هفتصد و هشتاد و دومین سیارک کشف شده‌است که در ۸ اکتبر ۱۹۶۹ کشف شد.
قدر مطلق سیارک برابر ۲۰٫۴ است.